# Arnold Nicolai Aasheim

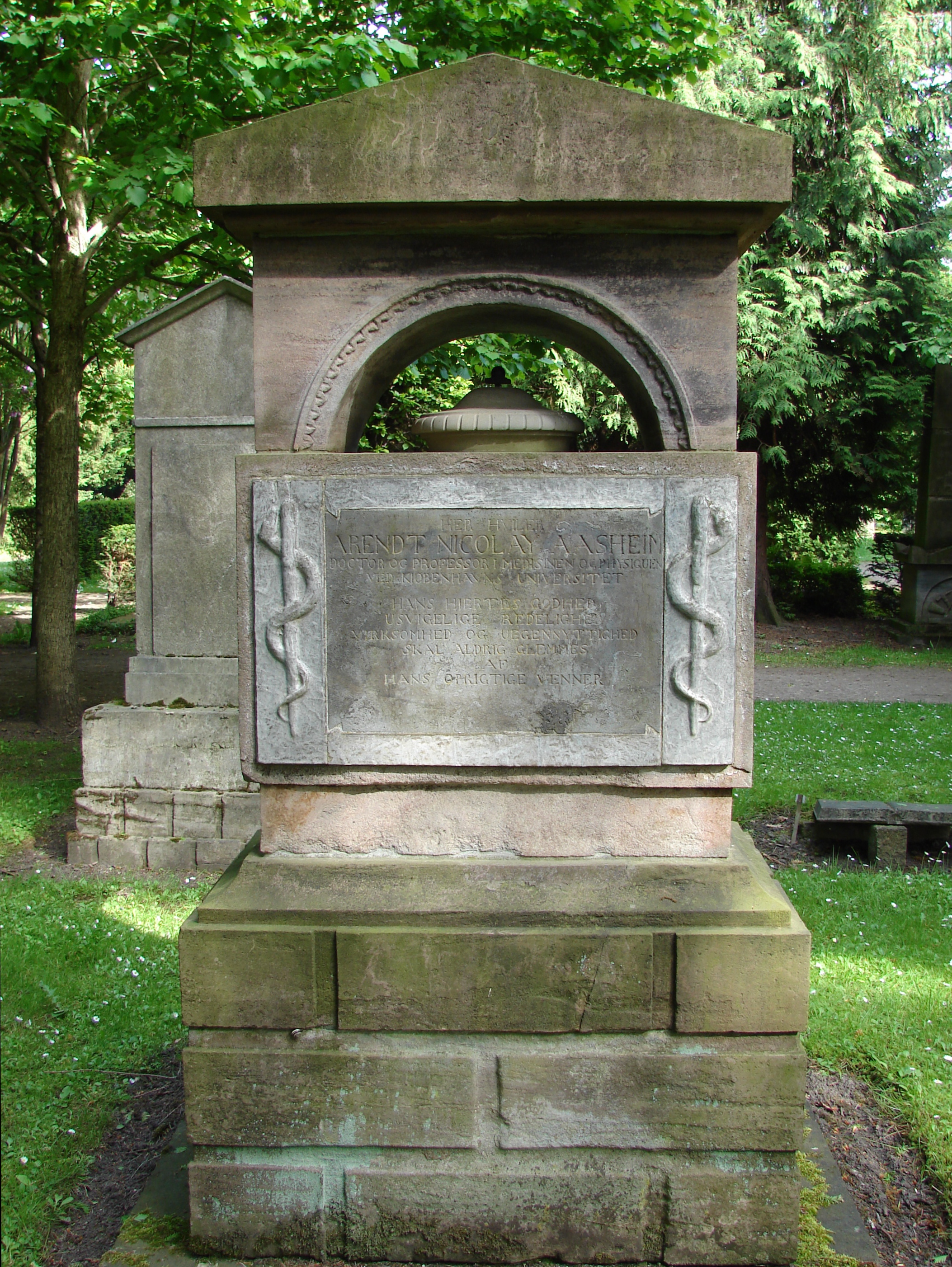
Grabmal von Arendt Nicolay Aasheim

Arnold Nicolai Aasheim (* 17. Juni 1749 in Bergen; † 10. Juli 1800 in Kopenhagen) war ein norwegischer Arzt und Physiker.

## Leben
Aasheim war Sohn des Polizisten Stephen Aasheim und dessen Frau Barbara Arentz.
Er studierte an der Universität Kopenhagen Medizin und Astronomie und schloss das Medizinstudium 1776 mit dem Dr. med. ab.
1782 erhielt er eine Professur für Medizin an der Universität Kopenhagen. 1795 wurde er nach dem Tod von Christian Gottlieb Kratzenstein an den Lehrstuhl für Experimentalphysik berufen, hielt aber weiterhin auch medizinische Vorlesungen.

## Veröffentlichungen
- De systemate Copernicano sive vero. Havn 1767.
- De usu Mathesos in explicandis phaenomenis in codice sacro. Havn 1768.
- De latitudine et longitudine loci. Havn 1769.
- De mathesi universali. Havn 1771.